# Comuna Bozioru, Buzău
Bozioru (denumită o vreme în perioada comunistă și Râu) este o comună în județul Buzău, Muntenia, România, formată din satele Bozioru (reședința), Buduile, Fișici, Găvanele, Gresia, Izvoarele, Nucu, Scăeni, Ulmet și Văvălucile.

## Așezare
Comuna se află în partea central-nordică a județului, în Subcarpații Curburii, în valea râului Bălăneasa și pe dealurile din jurul lor. Ea este traversată de șoseaua județeană DJ203L, care duce spre sud de-a lungul râului Bălăneasa până la Pârscov și mai departe pe malul stâng al Buzăului spre Berca și Săpoca, și spre nord către Brăești.

## Demografie
Componența etnică a comunei Bozioru
     Români (85,14%)
     Romi (4,91%)
     Alte etnii (0%)
     Necunoscută (9,95%)
Componența confesională a comunei Bozioru
     Ortodocși (90,05%)
     Alte religii (0%)
     Necunoscută (9,95%)
Conform recensământului efectuat în 2021, populația comunei Bozioru se ridică la 814 locuitori, în scădere față de recensământul anterior din 2011, când fuseseră înregistrați 1.161 de locuitori. Majoritatea locuitorilor sunt români (85,14%), cu o minoritate de romi (4,91%), iar pentru 9,95% nu se cunoaște apartenența etnică. Din punct de vedere confesional, majoritatea locuitorilor sunt ortodocși (90,05%), iar pentru 9,95% nu se cunoaște apartenența confesională.

## Politică și administrație
Comuna Bozioru este administrată de un primar și un consiliu local compus din 9 consilieri. Primarul, Marian Spătaru[*], de la Partidul Social Democrat, este în funcție din 1 noiembrie 2024. Începând cu alegerile locale din 2024, consiliul local are următoarea componență pe partide politice:
|  | Partid                    | Consilieri | Componența Consiliului | Componența Consiliului | Componența Consiliului | Componența Consiliului | Componența Consiliului | Componența Consiliului |
|  | ------------------------- | ---------- | ---------------------- | ---------------------- | ---------------------- | ---------------------- | ---------------------- | ---------------------- |
|  | Partidul Social Democrat  | 6          |                        |                        |                        |                        |                        |                        |
|  | Partidul Național Liberal | 3          |                        |                        |                        |                        |                        |                        |

## Istorie
La sfârșitul secolului al XIX-lea, comuna făcea parte din plaiul Pârscov al județului Buzău și era formată din 21 de cătune, din care cele mai importante erau Bozioru, Posobești și Scăeni, toată comuna având o populație de 2270 de locuitori. În comună funcționau 7 biserici (în satele Bozioru, Posobești, Scăeni, Văvălugi, Râu, Vornici și Schitu-Găvanele, și o școală mixtă în satul de reședință, cu 45 de elevi (din care 5 fete). Fiind comună de munte, compoziția ei a evoluat în timp, satele risipite fiind identificate diferit la momente de timp diferite. Astfel, în 1925, comuna este consemnată în aceeași plasă, cu 13 sate și trei cătune: Bozioru, Buduile, Fișici, Gârla, Găvanele, Geambașu, Râu, Raști, Scăeni, Ulmetu, Valea Șagan, Corneanu, Gornet și Gresia, având 2353 de locuitori. În 1931, comuna este consemnată fără satul Valea Șagan, având în schimb în plus satele Nucu și Văvălucile.
În 1950, a fost inclusă în raionul Cislău din regiunea Buzău; în 1952, raionul Cislău a fost inclus în regiunea Ploiești, cu această ocazie numele comunei fiind schimbat în Râu. În 1968, comuna a recăpătat numele de Bozioru, fiind rearondată județului Buzău; cu această ocazie, chiar satul Râu a fost desființat, fiind inclus în satul Bozioru.

## Monumente istorice

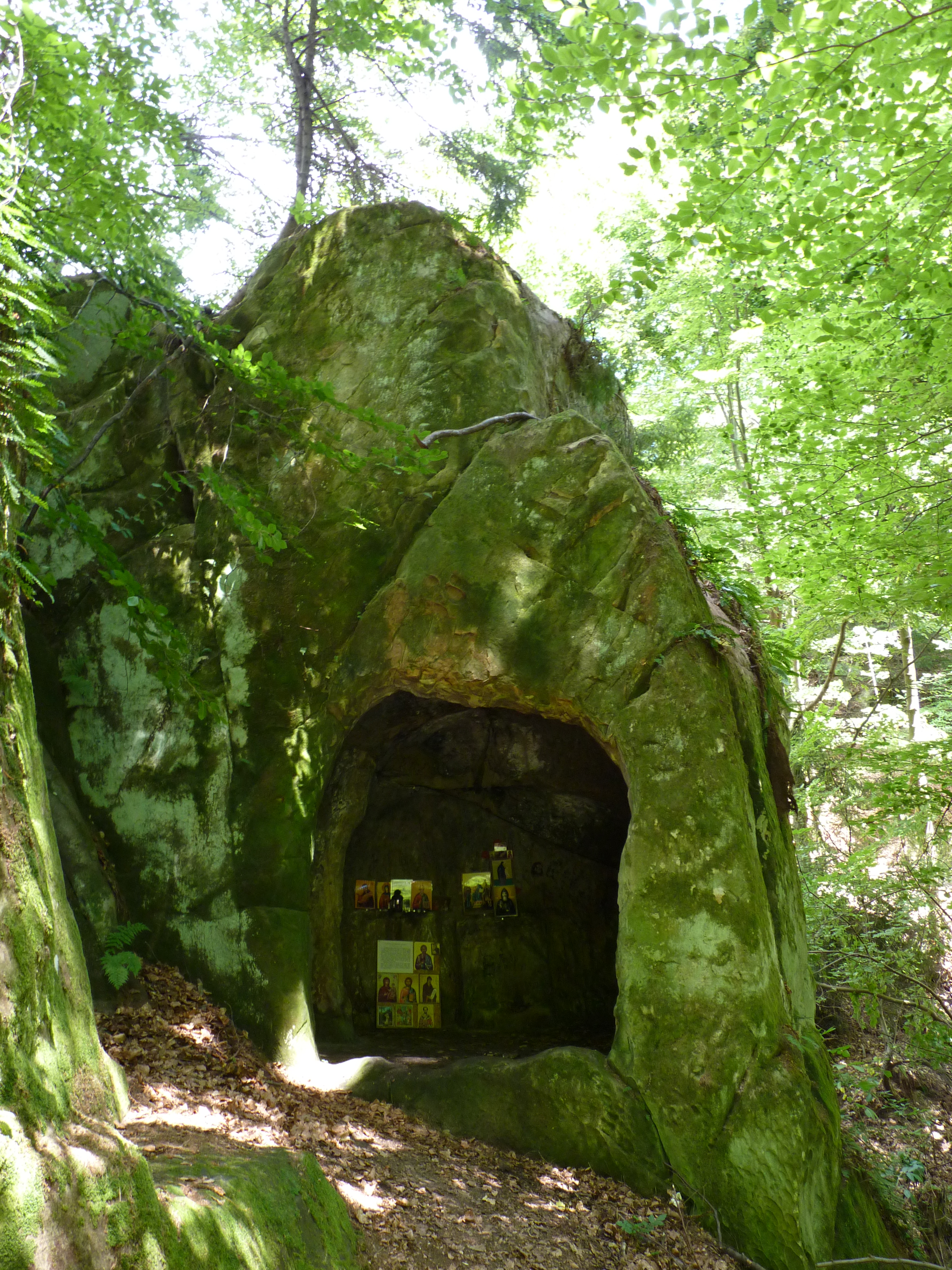
„Piatra Îngăurită”, unul dintre elementele schiturilor rupestre de la Bozioru, monument istoric de interes național.

Pe teritoriul comunei Bozioru există două obiective clasificate drept monumente istorice de interes național, ambele din categoria monumentelor de arhitectură. Unul îl constituie schiturile rupestre din Munții Bozioru, din zona satului Nucu, cu 12 puncte: Fundătura, Agatonul Vechi, Agatonul Nou, Fundul Peșterii, Văgăuna I, Văgăuna II, Piatra Îngăurită, Piatra lui Iosif, Peștera lui Dionisie, Piatra Șoimului I și Piatra Șoimului II. Celălalt monument este fosta mănăstire Găvanele din satul cu același nume, cuprinzând clopotnița și biserica Adormirea Maicii Domnului, construite la 1803.
În afara acestora, lista monumentelor istorice din județul Buzău cuprinde și alte monumente de interes local: șase monumente de arhitectură și trei situri arheologice. Două situri arheologice se află în satul Bozioru. Unul, aflat în punctul „La Biserică”, cuprinde o așezare și o necropolă aparținând culturii Monteoru (mileniile al III-lea–al II-lea î.e.n., Epoca Bronzului), precum și o așezare și o necropolă medievale (secolele al XIII-lea–al XVIII-lea). Celălalt sit arheologic, aflat în spatele școlii din centrul satului cuprind o așezare și o necropolă din perioada Halstatt târzie. Al treilea sit arheologic se află la Scăeni, în zona „Izvorul Murătoarea”–„Dealul Tocitorilor”–„Grădinile Mari” și cuprinde patru așezări din perioada mileniilor al III-lea–al II-lea î.e.n., una din perioada Latène (secolul al V-lea î.e.n.– secolul I e.n.), două din mileniul I e.n. (perioada migrațiilor) și una din secolul al XVIII-lea.
Monumentele de arhitectură sunt biserica Sfinții Voievozi, cu clopotnița (1784), din satul Bozioru, biserica Nașterea Maicii Domnului, cu clopotniță (secolul al XVIII-lea) din zona Bozioru de Sus a aceluiași sat de reședință, apoi, în același sat, Casa Nicolai State (1923), Casa Mâncu și Casa Stere Blăjel (ambele din 1924), biserica de lemn Schimbarea la Față și Sfântul Nicolae (datând din 1832) din Văvălucile.